# 竇曉璇
竇曉璇（1985年—），中國天津人，畢業於中國戲曲學院表演系，為北京京劇院青年團優秀青年演員，梅派青衣。四歲接觸京劇及舞蹈，六歲時即可唱出完整京劇的經典唱段《蘇三起解》，現為北京京劇院梅蘭芳京劇團國家一級演員。

## 經歷
竇曉璇於2006年6月加盟北京京劇院，並被視為重點培養人才；2008年，於新創京劇《浮生六記》擔任女主角，此劇同年奪得央視「全國青年演員電視大賽銀獎」；2009年，於新編史詩京劇《赤壁》中飾「小喬」，深受觀眾喜愛；2010年5月，於長安戲院表演《謝瑤環》；2012年，受北京京劇院定位為「青年領軍」。

## 師承
竇曉璇師從劉秀榮、李慧芳、李維康、閻桂祥、張洵澎等多位京劇大師，2007年拜京劇大師杜近芳為師；並受到京劇名師關靜蘭、李慧芳的指導，打下京劇表演基礎。

## 作品
- 《謝瑤環》
- 《白蛇傳》[2]
- 《四郎探母》
- 《紅鬃烈馬》
- 《柳蔭記》
- 《大探二》
- 《佘賽花》
- 《雛鳳凌空》
- 《碾玉觀音》
- 《浮生六記》
- 《野豬林》
- 《霸王別姫》
- 《天女散花》
- 《貴妃醉酒》[4]

## 獲獎
- 第二十六屆上海白玉蘭戲劇藝術表演獎主角獎。
- 第七屆全國青年京劇演員電視大賽青衣組金獎榜首。
- 第六屆全國青年京劇演員電視大賽銀獎。
- 首屆全國青年京劇演員擂臺邀請賽青衣組擂主獎[4]。

## 外部連結
- 竇曉璇的個人微博
- 窦晓璇：没去过颐和园的“85后” （页面存档备份，存于）
- “八五后”的京剧情缘